# Дельрос Вікторія Миколаївна
Вікторія Миколаївна Дельрос (нар. 12 травня 1993, Новий Розділ, Львівської області) — українська волейболістка, ліберо. Майстер спорту України міжнародного класу. Гравець студентської, молодіжної та національної збірних України. Учасниця Ліги чемпіонів ЄКВ. Срібна призерка Кубку CEV.

## Біографія

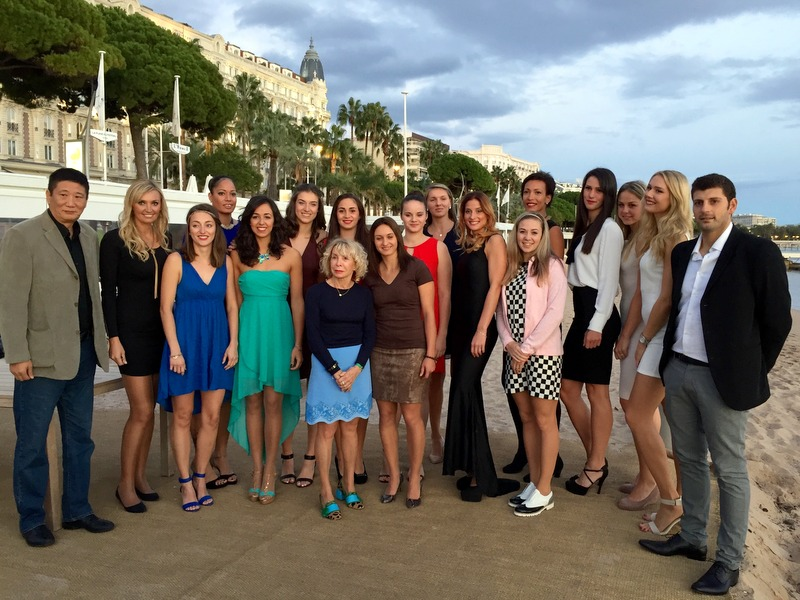
У складі «Расингу» Канни (п'ята справа, разом із Надією Кодолою)

Народилася 12 травня 1993 року в місті Новий Розділ Львівської області, Україна.
Перший тренер — Сергій Краснопольський.
Виступала за команди: СК «Спортліцей» м. Біла Церква (2008—2010), ВК «Галичанка» (Тернопіль, 2010—2015), ВК «Расинг Клуб де Канн» (фр. Racing Club de Cannes, уклала контракт з чемпіоном Франції влітку 2015 року, 2015—2016), «Канне-Рошвіль» (з літа 2016, 2016—2017). 2018 рік (сезон) пропустила у зв'язку з травмою коліна (прооперована в лютому 2018). На початку сезону підписала угоду з «Галичанкою-ТНЕУ».
У січні 2019 року отримала пропозицію від румунської команди «Алба-Блаж» (Alba Blaj), де й провела залишок сезону, вигравши чемпіонат і Кубок, а також ставши фіналісткою Кубку CEV. Після завершення сезону Дельрос планувала повернутися назад до тернопільської «Галичанки» і закінчити там кар'єру, але домовитися з клубом їй не вдалося і вона прийняла пропозицію кам'янського «Прометея».
Гравець молодіжної (1992—1993) та національної збірних України. Майстер спорту України міжнародного класу з волейболу.
2014 року складала вступні іспити в Тернопільському національному економічному університеті (спеціальність «фінанси і кредит»). Як і багато волейболісток, має хобі — вишивання.

## Досягнення
- Срібна призерка Чемпіонату України 1992—1993 р.н. з пляжного волейболу,
- 4 місце серед жінок із пляжного волейболу
- Найкраща ліберо чемпіонату України (3): 2011/12, 2013/14, 2014/15
- Найкраща ліберо Кубка України (2): 2013/14, 2014/15
- Переможниця Кубку Франції та друге місце в Чемпіонаті.
- Переможниця Чемпіонату та Кубку Румунії
- Срібна призерка Кубку CEV

## Клуби
| Роки      | Команди                     |
| --------- | --------------------------- |
| 2008—2010 | «Олександрія» (Біла Церква) |
| 2010—2015 | «Галичанка» (Тернопіль)     |
| 2015—2016 | «Расинг» (Канни)            |
| 2016—2017 | «Ле Канні»                  |
| 2017—2018 | «Галичанка» (Тернопіль)     |
| 2018—2019 | «Алба-Блаж»                 |
| 2019—2020 | «Прометей» (Кам'янське)     |
| 2020—2021 | «Галичанка» (Тернопіль)     |
| 2021—2022 | «Медуніверситет» (Вінниця)  |